# Clément Russo
Clément Russo (Lyon, 20 de enero de 1995) es un ciclista francés, miembro del equipo Groupama-FDJ. En categorías inferiores practicó la modalidad de ciclocrós.

## Palmarés
2019
- Vuelta a la Comunidad de Madrid[2]

## Resultados en Grandes Vueltas y Campeonatos del Mundo
| Carrera         | Carrera         | 2018 | 2019 | 2020  | 2021 | 2022  | 2023 | 2024  | 2025 |
| --------------- | --------------- | ---- | ---- | ----- | ---- | ----- | ---- | ----- | ---- |
|                 | Giro de Italia  | —    | —    | —     | —    | —     | Ab.  | —     | —    |
|                 | Tour de Francia | —    | —    | 133.º | Ab.  | —     | —    | 102.º | 93.º |
|                 | Vuelta a España | —    | —    | —     | —    | 116.º | —    | —     | —    |
| Mundial en Ruta | Mundial en Ruta | —    | —    | —     | Ab.  | —     | —    | —     | —    |

—: no participa 
Ab.: abandono